# San Ramón (Perú)
San Ramón es una ciudad peruana, capital del distrito homónimo ubicado en la provincia de Chanchamayo, en el departamento de Junín. Es la segunda ciudad más importante de la provincia. Tenía 26 mil hab. en 2017.

## Toponimia
El primigenio fuerte de San Ramón fue nombrado así en honor al presidente de la Nación mariscal Ramón Castilla que estaba en el cargo en 1847, cuando se estableció este destacamento militar.

## Historia
San Ramón fue fundado en 1847 como un fuerte. El 14 de noviembre de 1908 se convierte en capital con la creación del distrito de San Ramón en la Provincia de chanchamayo, departamento de Junín por la Ley N° 820.

## Geografía
La ciudad está ubicada a una altitud de 820 m s. n. m. y en las laderas orientales de los Andes Cordillera Oriental en Perú. Se encuentra en la confluencia de los ríos Tarma, Tulumayo  formando el Río Chanchamayo. La ciudad más cercana aguas abajo es La Merced, capital de la provincia, a una distancia de 12 km.

### Clima
| Parámetros climáticos promedio de San Ramón (territorios entre 500 - 1000 m s. n. m.). | Parámetros climáticos promedio de San Ramón (territorios entre 500 - 1000 m s. n. m.). | Parámetros climáticos promedio de San Ramón (territorios entre 500 - 1000 m s. n. m.). | Parámetros climáticos promedio de San Ramón (territorios entre 500 - 1000 m s. n. m.). | Parámetros climáticos promedio de San Ramón (territorios entre 500 - 1000 m s. n. m.). | Parámetros climáticos promedio de San Ramón (territorios entre 500 - 1000 m s. n. m.). | Parámetros climáticos promedio de San Ramón (territorios entre 500 - 1000 m s. n. m.). | Parámetros climáticos promedio de San Ramón (territorios entre 500 - 1000 m s. n. m.). | Parámetros climáticos promedio de San Ramón (territorios entre 500 - 1000 m s. n. m.). | Parámetros climáticos promedio de San Ramón (territorios entre 500 - 1000 m s. n. m.). | Parámetros climáticos promedio de San Ramón (territorios entre 500 - 1000 m s. n. m.). | Parámetros climáticos promedio de San Ramón (territorios entre 500 - 1000 m s. n. m.). | Parámetros climáticos promedio de San Ramón (territorios entre 500 - 1000 m s. n. m.). | Parámetros climáticos promedio de San Ramón (territorios entre 500 - 1000 m s. n. m.). |
| Mes                                                                                    | Ene.                                                                                   | Feb.                                                                                   | Mar.                                                                                   | Abr.                                                                                   | May.                                                                                   | Jun.                                                                                   | Jul.                                                                                   | Ago.                                                                                   | Sep.                                                                                   | Oct.                                                                                   | Nov.                                                                                   | Dic.                                                                                   | Anual                                                                                  |
| -------------------------------------------------------------------------------------- | -------------------------------------------------------------------------------------- | -------------------------------------------------------------------------------------- | -------------------------------------------------------------------------------------- | -------------------------------------------------------------------------------------- | -------------------------------------------------------------------------------------- | -------------------------------------------------------------------------------------- | -------------------------------------------------------------------------------------- | -------------------------------------------------------------------------------------- | -------------------------------------------------------------------------------------- | -------------------------------------------------------------------------------------- | -------------------------------------------------------------------------------------- | -------------------------------------------------------------------------------------- | -------------------------------------------------------------------------------------- |
| Temp. máx. media (°C)                                                                  | 27.5                                                                                   | 28                                                                                     | 28                                                                                     | 26.5                                                                                   | 23                                                                                     | 20                                                                                     | 19                                                                                     | 19                                                                                     | 20.5                                                                                   | 21.5                                                                                   | 23                                                                                     | 25                                                                                     | 23.4                                                                                   |
| Temp. mín. media (°C)                                                                  | 19                                                                                     | 19                                                                                     | 18.5                                                                                   | 17                                                                                     | 15                                                                                     | 14                                                                                     | 13.5                                                                                   | 13                                                                                     | 13.5                                                                                   | 14                                                                                     | 15.5                                                                                   | 16.5                                                                                   | 15.7                                                                                   |
| Fuente: Accuweather                                                                    |                                                                                        |                                                                                        |                                                                                        |                                                                                        |                                                                                        |                                                                                        |                                                                                        |                                                                                        |                                                                                        |                                                                                        |                                                                                        |                                                                                        |                                                                                        |

## Autoridades
| Alcaldes de San Ramón | Alcaldes de San Ramón | Alcaldes de San Ramón         | Alcaldes de San Ramón                            |
| N.º                   | Periodo               | Alcalde                       | Partido                                          |
| --------------------- | --------------------- | ----------------------------- | ------------------------------------------------ |
| 1                     | 2023 - 2026           | Renato Antonio Carrión Wissar | Movimiento Alianza para el Progreso.             |
| 2                     | 2019 - 2022           | Dubal Dante Olano Romero      | Movimiento regional Sierra y Selva Contigo Junín |
| 3                     | 2015 - 2018           | Juan José Ludeña Orihuela     |                                                  |
| 4                     | 2011 - 2014           | Juan José Ludeña Orihuela     |                                                  |
| 5                     | 2007 - 2010           | Heinz Willy Hammer Astete     |                                                  |

## Educación

### Instituto
Instituto superior tecnológico Infonet

## Cultura

### Turismo
Los principales zonas turísticos de San Ramón son:
- Catarata El Tirol
- Naranjal
- Ducha del Diablo
- Agua Flor
- Paso de Los Valientes

### Festivales[7]
- Carnaval de la selva central
- Fiesta patronal de San Ramón
- Festival del folklore selvático

### Centros culturales
- Centro cívico
- Museo municipal
- Biblioteca municipal